# Jolene (Dolly Parton-album)
A Jolene az amerikai country énekesnő, Dolly Parton tizenharmadik stúdióalbuma. A lemez megjelenésére 1974-ben került sor, az RCA Records gondozásában. Az albumon található az énekesnő két egyik legismertebb dala, a "Jolene" és a Whitney Houston által 1992-ben feldolgozott "I Will Always Love You" című dalok.

## Számlista
| Jolene eredeti kiadás | Jolene eredeti kiadás                              | Jolene eredeti kiadás | Jolene eredeti kiadás | Jolene eredeti kiadás | Jolene eredeti kiadás | Jolene eredeti kiadás | Jolene eredeti kiadás | Jolene eredeti kiadás | Jolene eredeti kiadás |
|                       | Cím                                                | Szerző(k)             | Hossz                 |                       |                       |                       |                       |                       |                       |
| --------------------- | -------------------------------------------------- | --------------------- | --------------------- | --------------------- | --------------------- | --------------------- | --------------------- | --------------------- | --------------------- |
| 1.                    | "Jolene"                                           | Dolly Parton          | 2:43                  |                       |                       |                       |                       |                       |                       |
| 2.                    | "When Someone Wants to Leave"                      | Dolly Parton          | 2:06                  |                       |                       |                       |                       |                       |                       |
| 3.                    | "River of Happiness"                               | Dolly Parton          | 2:19                  |                       |                       |                       |                       |                       |                       |
| 4.                    | "Early Morning Breeze"                             | Dolly Parton          | 2:45                  |                       |                       |                       |                       |                       |                       |
| 5.                    | "Highlight of My Life"                             | Dolly Parton          | 2:18                  |                       |                       |                       |                       |                       |                       |
| 6.                    | "I Will Always Love You"                           | Dolly Parton          | 2:56                  |                       |                       |                       |                       |                       |                       |
| 7.                    | "Randy"                                            | Dolly Parton          | 1:53                  |                       |                       |                       |                       |                       |                       |
| 8.                    | "Living on Memories of You"                        | Dolly Parton          | 2:47                  |                       |                       |                       |                       |                       |                       |
| 9.                    | "Lonely Comin' Down" (közreműködik Porter Wagoner) | Dolly Parton          | 3:13                  |                       |                       |                       |                       |                       |                       |
| 10.                   | "It Must Be You" (Blaise Totsi)                    | Dolly Parton          | 1:52                  |                       |                       |                       |                       |                       |                       |
| 24:39                 |                                                    |                       |                       |                       |                       |                       |                       |                       |                       |

| Jolene 2007-es újrakiadás | Jolene 2007-es újrakiadás | Jolene 2007-es újrakiadás | Jolene 2007-es újrakiadás | Jolene 2007-es újrakiadás | Jolene 2007-es újrakiadás | Jolene 2007-es újrakiadás | Jolene 2007-es újrakiadás | Jolene 2007-es újrakiadás | Jolene 2007-es újrakiadás |
|                           | Cím                       | Szerző(k)                 | Hossz                     |                           |                           |                           |                           |                           |                           |
| ------------------------- | ------------------------- | ------------------------- | ------------------------- | ------------------------- | ------------------------- | ------------------------- | ------------------------- | ------------------------- | ------------------------- |
| 11.                       | "Cracker Jack"            | Dolly Parton              | 3:17                      |                           |                           |                           |                           |                           |                           |
| 12.                       | "Another Woman's Man"     | Dolly Parton              | 3:01                      |                           |                           |                           |                           |                           |                           |
| 13.                       | "Barbara on Your Mind"    | Dolly Parton              | 3:14                      |                           |                           |                           |                           |                           |                           |
| 14.                       | "Last Night's Lovin'"     | Dolly Parton              | 2:28                      |                           |                           |                           |                           |                           |                           |
| 36:39                     |                           |                           |                           |                           |                           |                           |                           |                           |                           |

## Előadók
- Dolly Parton – vokál, gitár
- Jimmy Colvard – gitár
- Dave Kirby – gitár
- Bobby Thompson – gitár
- Chip Young – gitár
- Pete Drake – steelgitár
- Stu Basore – steelgitár
- Bobby Dyson – basszusgitár
- Jerry Carrigan – dob
- Larrie Londin – dob
- Ralph Gallant – dob
- Kenny Malone – dob
- Buck Trent – bendzsó
- Mack Magaha – hegedű
- Johnny Gimble – hegedű
- Hargus "Malac" Robbins – zongora
- David Briggs – zongora
- Onie Wheeler – harmonika

## Fordítás
Ez a szócikk részben vagy egészben  a   Jolene (album) című angol Wikipédia-szócikk fordításán alapul.  Az eredeti cikk szerkesztőit annak laptörténete sorolja fel. Ez a jelzés csupán a megfogalmazás eredetét és a szerzői jogokat jelzi, nem szolgál a cikkben szereplő információk forrásmegjelöléseként.